# ريتشارد إل. سيمون
ريتشارد إل. سيمون (بالإنجليزية: Richard L. Simon)‏ هو ناشر أمريكي، ولد في 6 مارس 1899، وتوفي في 29 يوليو 1960.